# Aloisio Butonidualevu

a Compétitions nationales et continentales officielles uniquement.

b Matchs officiels uniquement.
Aloisio Butonidualevu, né le 21 octobre 1983 à Suva (Fidji) et mort le 7 novembre 2023, est un joueur international fidjien de rugby à XV évoluant au poste de centre. Il connaît trois sélections avec l'équipe des Fidji en 2012.
Il est le cousin d'Alivereti Raka, joueur fidjien et international français de rugby à XV.

## Biographie
Aloisio Butonidualevu naît le 21 octobre 1983 à Suva aux Fidji.
Son cousin, Alivereti Raka est également joueur professionnel de rugby à XV mais joue pour l'équipe de France.
En 2012, il remporte la Pro D2 avec le FC Grenoble,.
Il meurt le 7 novembre 2023 à seulement quarante ans, à la suite d'une longue maladie,.

## Palmarès

### En club
- Vainqueur de la Pro D2 en 2012 avec le FC Grenoble.

### En équipe nationale
Aloisio Butonidualevu totalise trois sélections avec l'équipe des Fidji, toutes en 2012.